# Giovanni Dandolo
Pour les articles homonymes, voir Dandolo.
Giovanni Dandolo (né à Venise à une date inconnue et mort dans la même ville le 2 novembre 1289) est un homme politique italien du XIIIe siècle qui fut le 48e doge de Venise, élu en 1280.

## Biographie
Giovanni Dandolo est le fils de Gilberto Dandolo, amiral vénitien s'étant illustré à la bataille de Settepozzi. Bien qu'il soit le fils d'un « héros », Giovanni ne se montre moins ambitieux que son père et rapidement, il entreprend une importante carrière politique devenant podestat de Bologne et Padoue. Lorsqu'il devient doge, il est à la tête des troupes vénitiennes d'Istrie afin de combattre une révolte. Il aurait aussi occupé des postes de diplomate et de gouverneur.
Il épouse une certaine Caterina dont il a eu quatre enfants.

## Le dogat

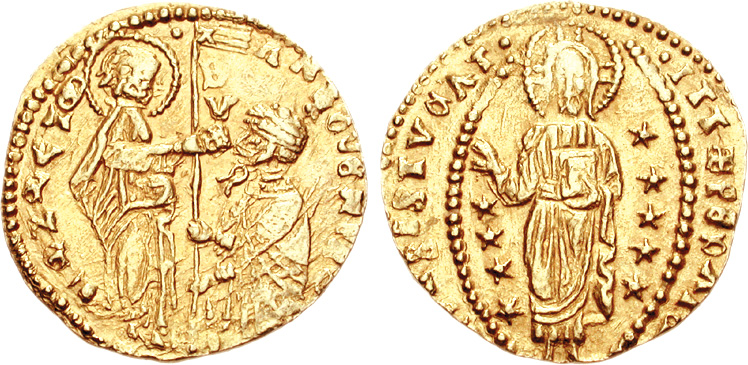
Ducat d'or vénitien de 1382

Élu le 31 mars 1280, Giovanni Dandolo prend immédiatement les rênes de l’État contrairement à son prédécesseur Jacopo Contarini.
En 1281, il fait la paix avec Ancône par le traité de Ravenne et reprend immédiatement la guerre en Istrie et contre les révoltés de Crète dirigés par le Grec Alexis Kalergis et soutenus par l'empereur byzantin Michel VIII Paléologue, rival de Venise pour la domination de la Méditerranée orientale.
Ces conflits obligent la république de Venise à négocier des accords de paix avec Charles d'Anjou et Philippe III de France, et conclure une alliance par le traité d'Orvieto.
Dans la période 1282–1285, Venise est excommuniée pour ne pas avoir voulu aider le pape Martin IV à reconquérir la Sicile, fief du pape conquis par les Aragons ; l'excommunication est abrogée en 1285 par le successeur de Martin, le pape Honorius IV. Dans le nord de l'Adriatique, ces années sont agitées en raison des nombreux conflits entre Venise et les révoltes soutenues par le patriarche d'Aquilée. La guerre s'élargit après l'intervention de l'empereur allemand Rodolphe Ier, qui s'allie avec le patriarche. La situation est grave pour Venise encerclée par trop d'ennemis, mais elle arrive néanmoins à établir une trêve.
Sur le plan interne, le 31 octobre 1284 le premier ducat est frappé, monnaie qui rapidement devient une des plus recherchées de la Méditerranée.
En 1286, le Grand Conseil (Maggior Consiglio) propose de réduire le nombre de ses membres, en en limitant l'accession par hérédité (Serrata del Maggior Consiglio), tentant ainsi de donner à la république une forme oligarchique ; la proposition n'est pas acceptée en raison de l'opposition et mais elle est acceptée en 1297. Dandolo meurt le 2 novembre 1289 et est enterré dans la basilique de San Zanipolo.